# Megabothris sokolovi
Megabothris sokolovi är en loppart som först beskrevs av Gershkovich 1953.  Megabothris sokolovi ingår i släktet Megabothris och familjen fågelloppor. Inga underarter finns listade i Catalogue of Life.